# Carpodaci
Carpodacii au fost un neam situat dincolo de Tisa, menționat de istoricul grec Zosimos (sec.V e.n.). La un moment dat, o parte din tribul carpilor situat în Moldova de azi, au migrat spre vest și s-au așezat peste Tisa.
Denumirea de carpodaci folosită de Zosimos se referă la populația carpi rămasă pe loc, în Dacia, după ce o parte a acestei populații a fost transferată în Imperiul roman, la sfârșitul sec.III și începutul sec.IV e.n. 